# Koepchenwerk
Koepchenwerk est une station de pompage-turbinage située à Herdecke, au bord du lac Hengsteysee, au sud de Dortmund en Allemagne.

## Historique
Son nom provient de son concepteur Arthur Koepchen (de) (1878-1954). La construction a commencé en 1927. La centrale a été mise en service en 1930.
Le bâtiment principal a été classé  monument historique en Rhénanie-du-Nord-Westphalie en 1986.

## Caractéristiques
En 1930, la centrale était équipée de 4 turbines pour une puissance de 132 Mw.